# Saint-Antoine-Cumond
Saint-Antoine-Cumond korábbi község Franciaországban, Dordogne megyében. Lakosainak száma 342 fő (2018. január 1.). Saint-Antoine-Cumond Laprade, Petit-Bersac, Festalemps, Saint-Privat-des-Prés, Bonnes és Aubeterre-sur-Dronne községekkel határos.
2017. január 1-jén Festalemps és Saint-Privat-des-Prés korábbi községgel egyesült és az így létrejött Saint Privat en Périgord új község része lett.

## Népesség
A település népessége az elmúlt években az alábbi módon változott:
| Lakosok száma | 474  | 449  | 430  | 394  | 365  | 379  | 366  | 362  | 354  | 342  |
|               | 1968 | 1975 | 1982 | 1990 | 1999 | 2011 | 2013 | 2015 | 2017 | 2018 |